# Chromis ternatensis
Chromis ternatensis är en fiskart som först beskrevs av Bleeker, 1856.  Chromis ternatensis ingår i släktet Chromis och familjen Pomacentridae. Inga underarter finns listade i Catalogue of Life.